# Tacruques-craques
Os Tacruques-craques foram um grupo indígena, atualmente considerado extinto, que habitava no século XIX entre os rios brasileiros Doce, nos estados do Espírito Santo e Minas Gerais, Mucuri, em Minas Gerais e Bahia, Suaçuí Grande, em Minas Gerais e São Mateus, no estado do Espírito Santo. Foram também chamados de botocudos.